# Loiredal

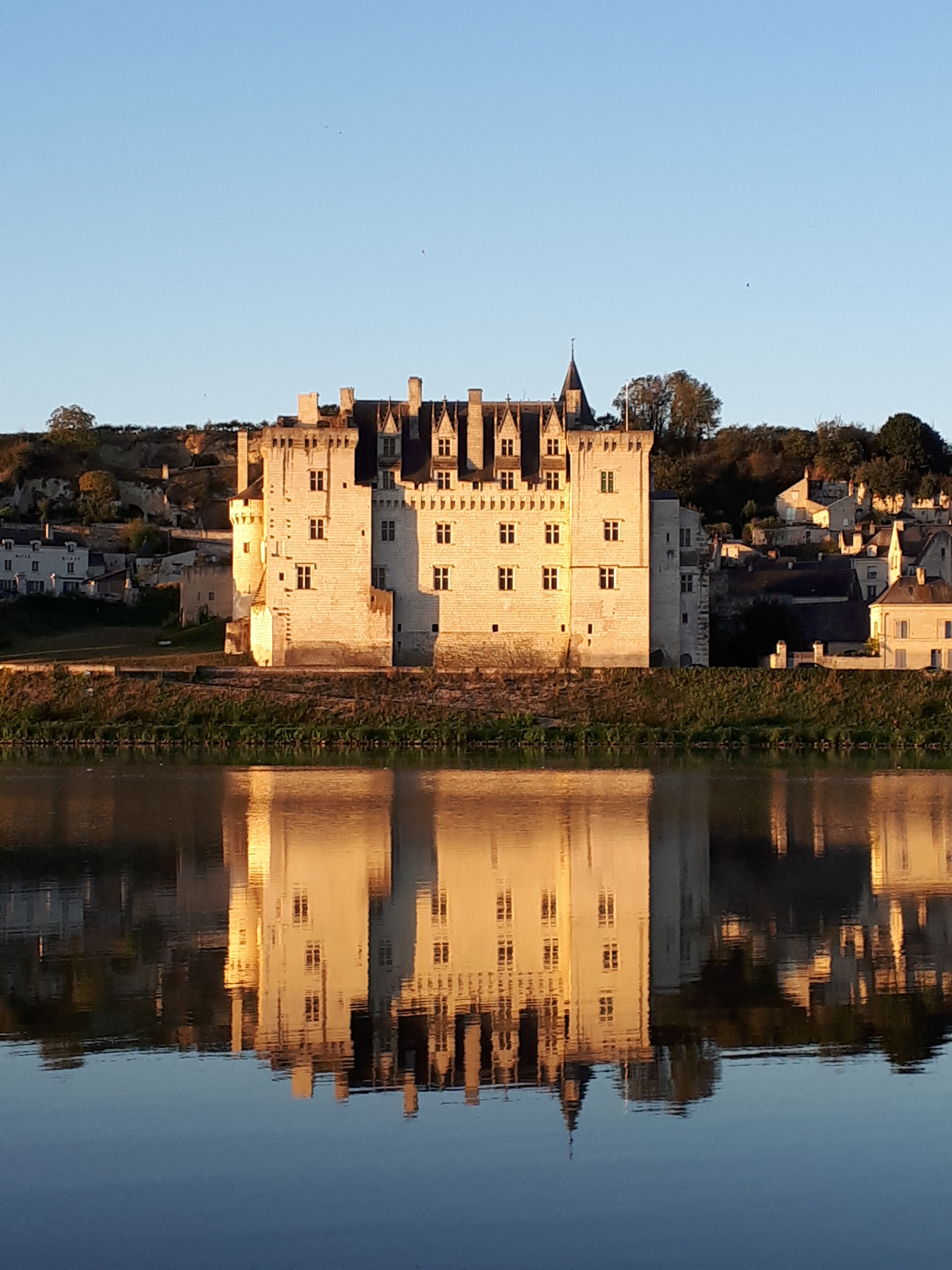
Het Kasteel van Montsoreau is het enige kasteel in de Loiredal gebouwd in de bedding van de Loire.

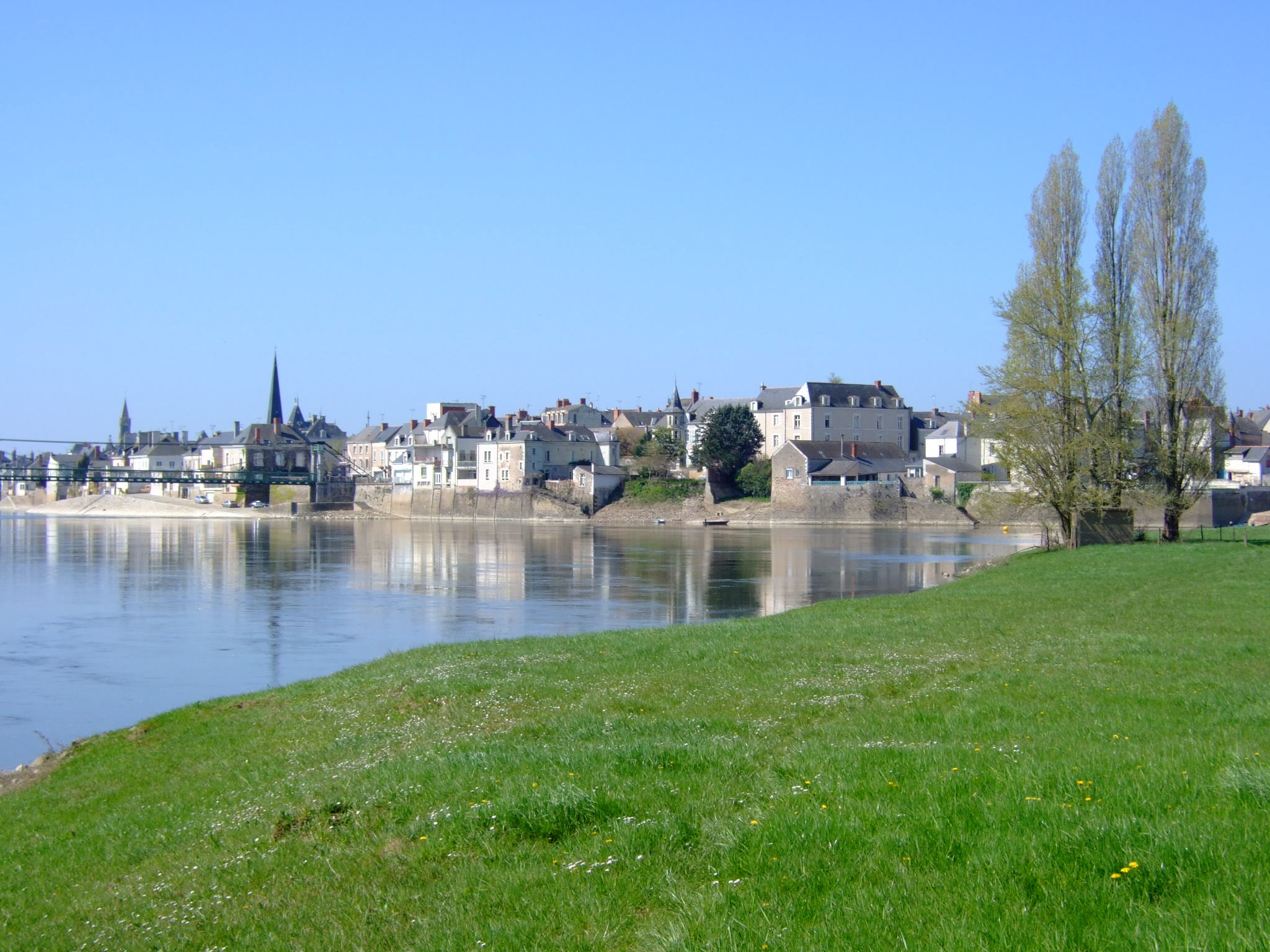
Loiredal bij Ingrandes ((Maine-et-Loire)

Het Loiredal (Frans: Val de Loire) is het gebied in de omgeving van de rivier de Loire en staat bekend vanwege de grote biologische diversiteit en de rijkdom aan cultureel erfgoed. In het gebied bevindt zich een groot aantal historische dorpen en steden, maar het dal is vooral bekend vanwege de vele kastelen.

## Werelderfgoed
In 2000 is het centrale gedeelte van het Loiredal, tussen Sully-sur-Loire en Chalonnes-sur-Loire, opgenomen in de Werelderfgoedlijst van de UNESCO onder de inschrijving Loiredal tussen Sully-sur-Loire en Chalonnes-sur-Loire. Dit gebied beslaat vier departementen, te weten, van oost naar west, Loiret, Loir-et-Cher, Indre-et-Loire, Maine-et-Loire.

## Klimaat
De vallei omvat historische steden zoals Amboise, Angers, Blois, Chinon, Montsoreau, Orléans, Saumur en Tours.
Het klimaat is het grootste deel van het jaar gunstig, de rivier fungeert vaak als een afbakeningslijn in het weer van Frankrijk tussen het noordelijke en het zuidelijke klimaat. De rivier heeft een aanzienlijk effect op het mesoklimaat van de regio en voegt een paar graden temperatuur toe. Het klimaat kan koel zijn met lentevorst, terwijl de oogstmaanden regen kunnen hebben. De zomers zijn heet; invloeden van de Atlantische oceaan matigen echter de temperatuur met wind.
Temperatuur, regenval en gemiddelde zonneschijntijd in Montsoreau (Anjou):
| Maand                                                          | jan  | feb  | mrt  | apr  | mei  | jun  | jul  | aug  | sep  | okt  | nov  | dec  | Jaar  |
| -------------------------------------------------------------- | ---- | ---- | ---- | ---- | ---- | ---- | ---- | ---- | ---- | ---- | ---- | ---- | ----- |
| Hoogste maximum (°C)                                           | 16,9 | 20,8 | 23,7 | 29,2 | 31,8 | 36,7 | 37,5 | 39,8 | 34,5 | 29,0 | 22,3 | 18,5 | 39,8  |
| Gemiddeld maximum (°C)                                         | 11,1 | 12,1 | 15,1 | 17,4 | 22,5 | 27   | 26,4 | 27,2 | 21,6 | 19,9 | 12,7 | 9,2  | 18,6  |
| Gemiddeld minimum (°C)                                         | 8,8  | 4    | 6,5  | 4,5  | 10,6 | 14,2 | 15,3 | 15,3 | 11,2 | 10,2 | 4,4  | 2,6  | 9     |
| Laagste minimum (°C)                                           | −0,4 | −7,6 | −3   | 2,4  | 1,6  | 10,1 | 12,8 | 7,1  | 4,1  | 2,0  | −4,1 | −3,3 | −7,6  |
|                                                                |      |      |      |      |      |      |      |      |      |      |      |      |       |
| Neerslag (mm)                                                  | 66   | 35   | 50   | 3,5  | 45   | 51   | 27   | 15,5 | 34   | 11,5 | 29   | 40   | 407,5 |
| Bron: Climatologie mensuelle à la station de Montreuil-Bellay. |      |      |      |      |      |      |      |      |      |      |      |      |       |

## Zie ook

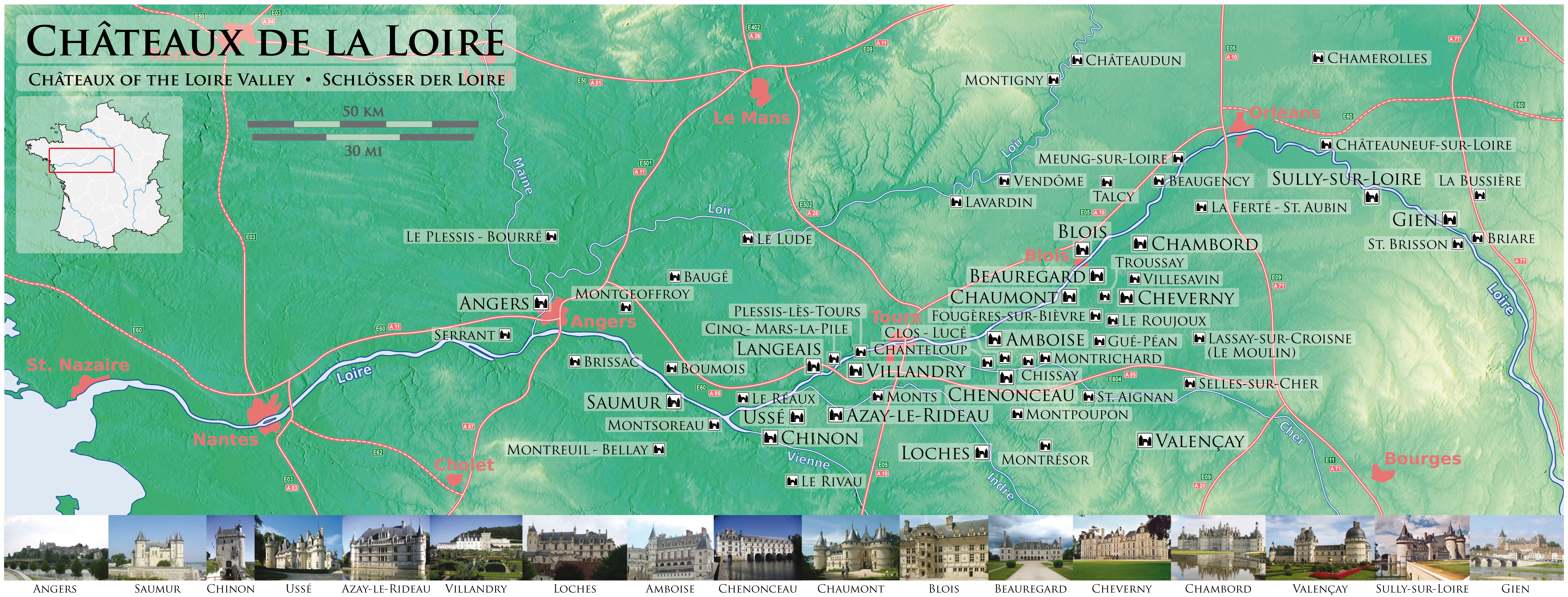
Overzicht van de kastelen in het Loiregebied